# Schagerkoggekanaal
Het Schagerkoggekanaal, ook wel bekend als het Kanaal Schagen-Kolhorn of als K01, is een kanaal in de provincie Noord-Holland en verbindt Schagen met Kolhorn. Het kanaal is 7,1 kilometer lang en bevat een schutsluis (Molenkolksluis) en acht niet-beweegbare bruggen, waarvan één spoorbrug. Het kanaal is aangelegd tussen 1933 en 1936. Via het Kanaal Stolpen-Schagen, waarop het Kanaal Schagen-Kolhorn ten noorden van Schagen aansluit, bestaat een verbinding met het Noordhollandsch Kanaal.
Langs het kanaal ligt de in eveneens tussen 1933 en 1938 aangelegde weg met de naam Kanaalweg met het wegnummer N248.

## Fotogalerij

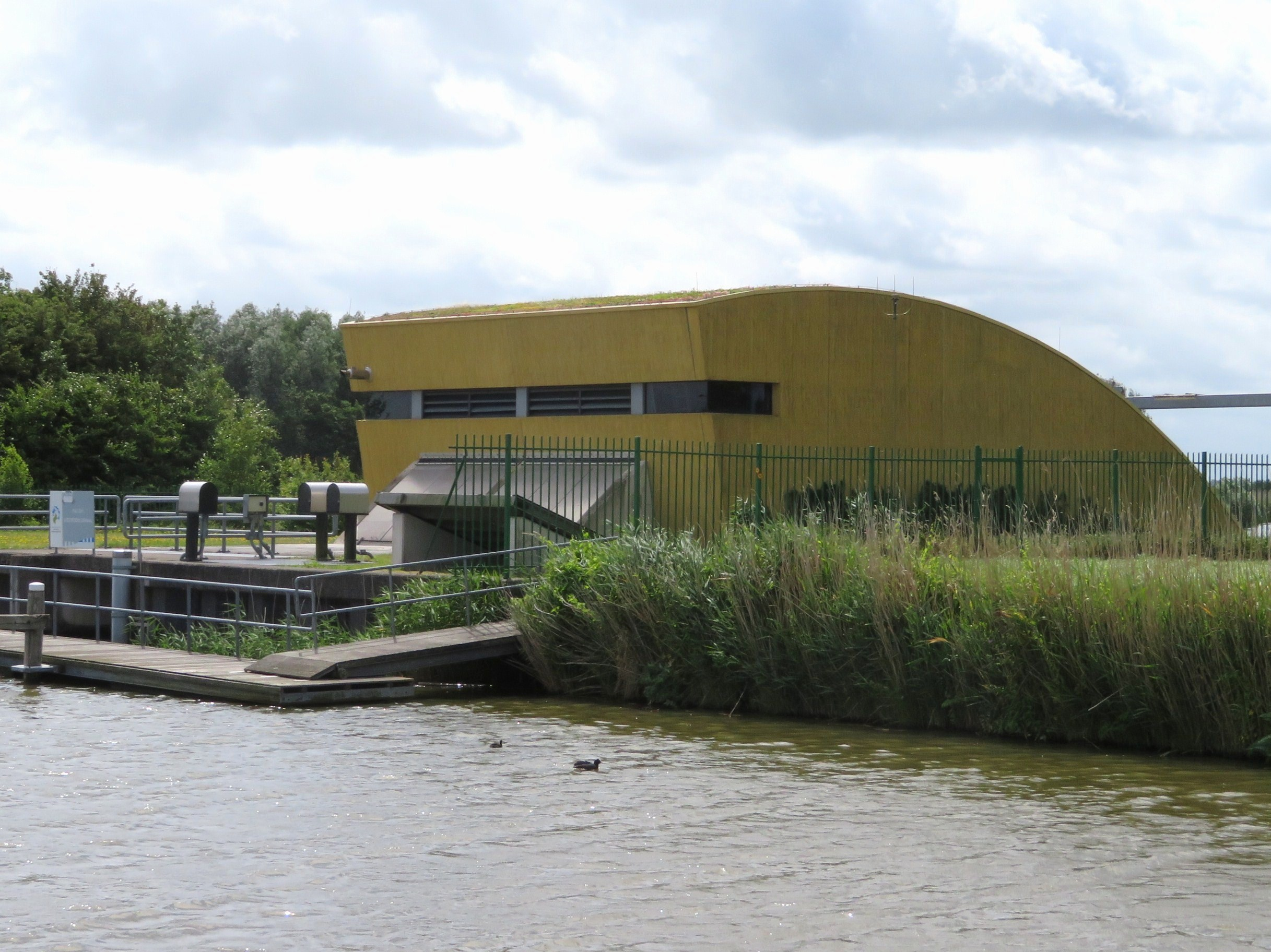
Gemaal Kolhorn
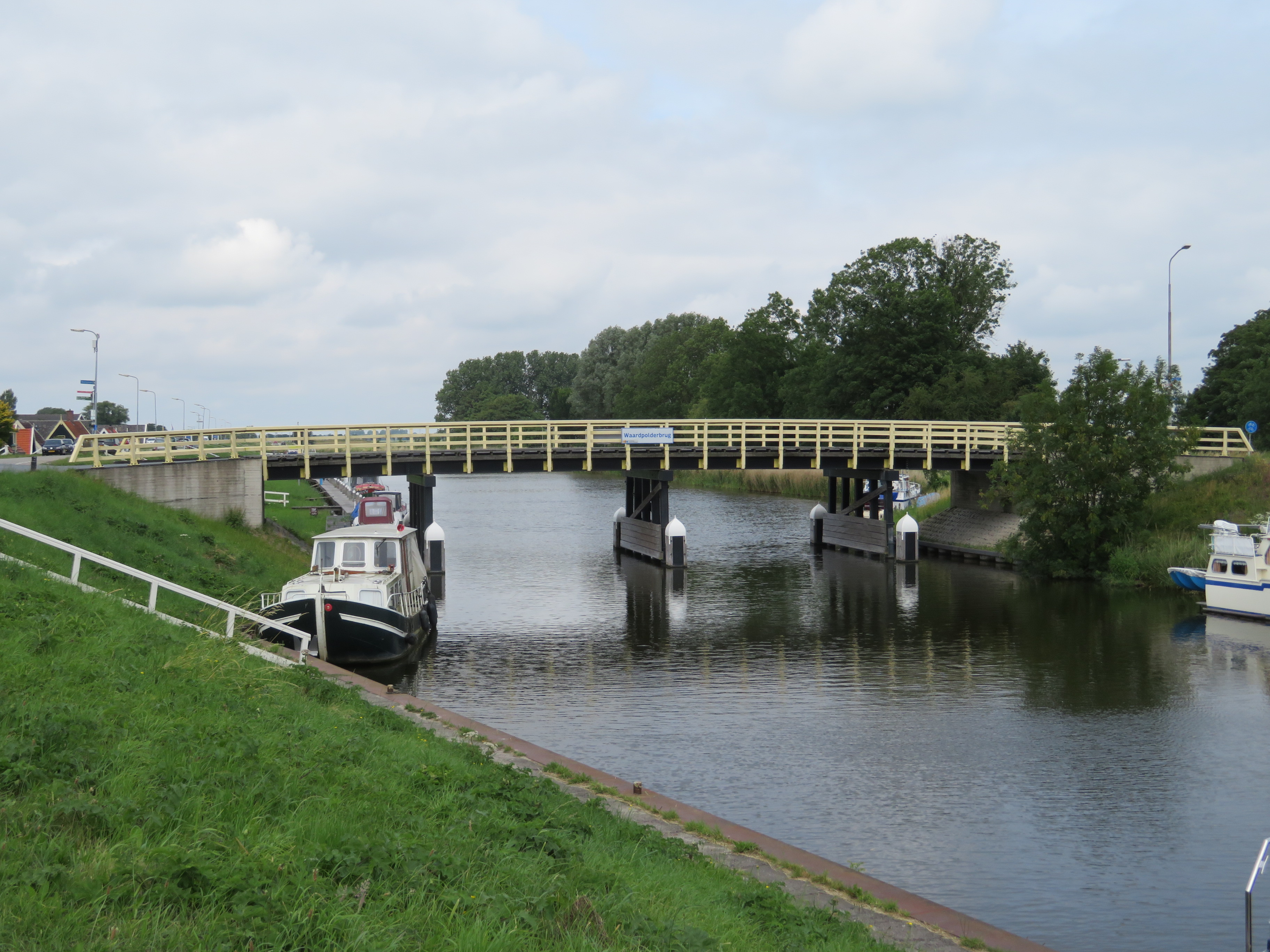
Waardpolderbrug
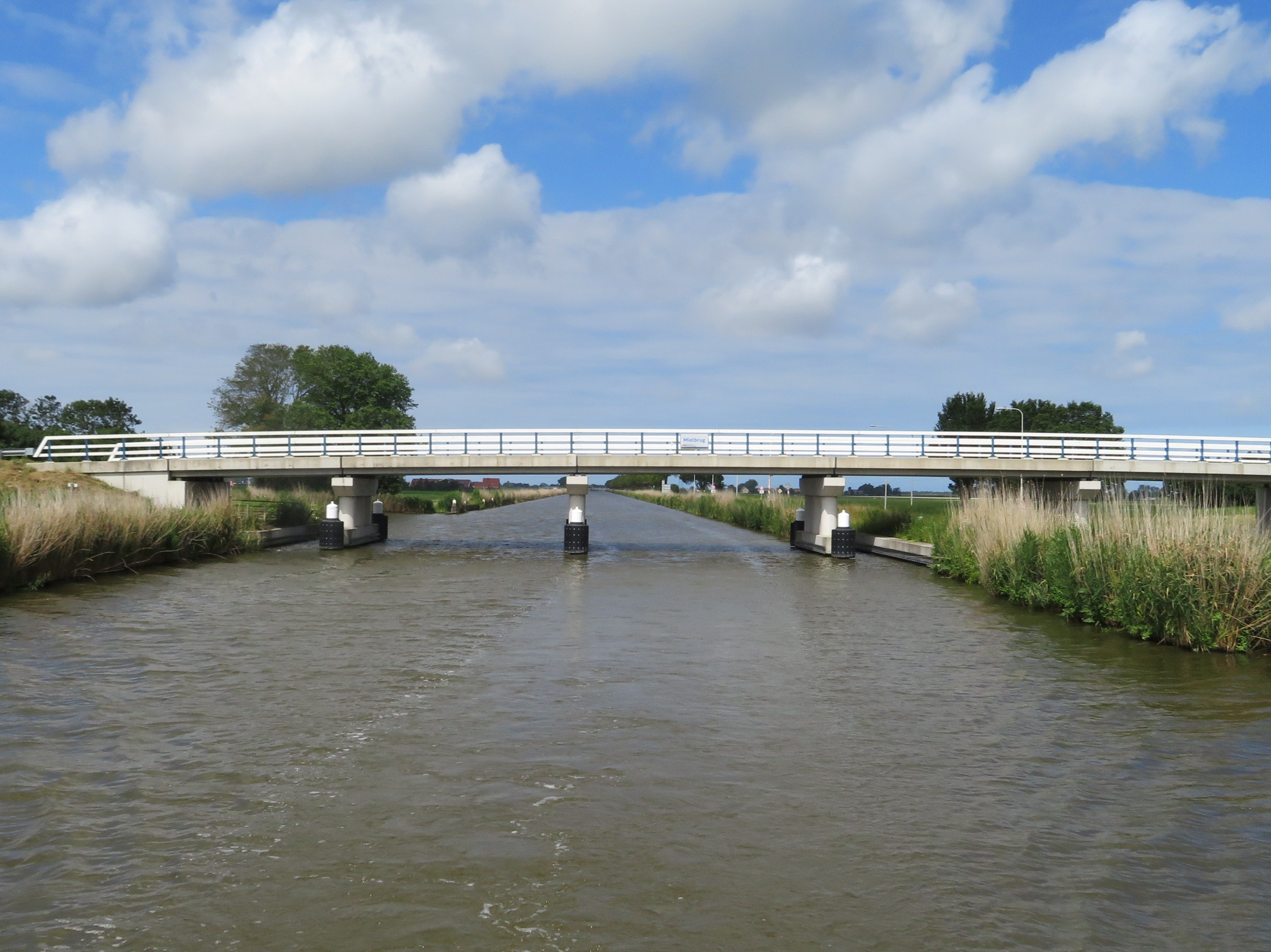
Mielbrug